# 全天周囲モニター・リニアシート
全天周囲モニター・リニアシート（ぜんてんしゅういモニター・リニアシート）は、ロボットを操縦する操縦席（コックピット）に関する架空の技術。全天周囲モニターとリニアシートは別個のものであるものの、基本的にこの2つの技術は組み合わせて使用されるため、全天周囲リニアシート、全天周リニアシート、全天リニアシートなどといった略称でも呼ばれる。また通常、脱出機構であるイジェクションポッドも同時に採用されるため、併せて本項で詳述する。

## 概要
元となった演出は富野由悠季が総監督を務めたテレビアニメ『聖戦士ダンバイン』（1983年）の透過装甲キャノピー。それに続いて富野の指示に基づき、メカニックデザインの永野護によってデザインされた『重戦機エルガイム』（1984年）にて作中に登場する戦闘ロボットであるヘビーメタル（以下、HM）・エルガイムの操縦席（コックピット）に関する架空の技術として全天周囲モニターが登場。さらに、『機動戦士Ζガンダム』（1985年）においては、登場するすべての戦闘ロボットであるモビルスーツ（以下、MS）に採用された。それ以降、『ガンダムシリーズ』では宇宙世紀を舞台にした作品において、MSを操縦する操縦席に関する架空の技術として定番化した。

## 重戦機エルガイム
本作に登場するリニアシートは「フロッサー・シート」と呼ばれ、フロッサーと呼ばれるホバーシステムにより、飛行が可能となっている。パイロット（ヘッドライナー）はシートごと搭乗・脱出が可能であり、生存性を高めている。また、前半の主役HM「エルガイム」のフロッサー・シートは、当初は固有名称が与えられなかったが、作品後半には新型HM「エルガイム mk-II」とそのフロッサー・シートが登場し、区別のためにスパイラルフロー「フリッカ」と命名された。フロッサー・バイクへの変形機構を持っている。なお、フリッカは後に登場する準主役級HMのヌーベル・ディザードにも用いられた。
富野による全天周囲モニターの注文には永野も当初は面食らっており、前半の主役HM「エルガイム」においては、操縦者が向いた面だけモニタリングされるシステムになっている。後半の主役HM「エルガイムMk-II」においては、球形のコクピット内に新型スパイラルフロー「ビュイ」が浮遊し、コクピット全天およびビュイのフロントグラスに外部映像や各種情報が投影される機構になっている。

## ガンダムシリーズ
アニメでは、『機動戦士Ζガンダム』の頃のMS（第2世代以降のMS）から全天周囲モニターとリニアシートが合わせて導入され、戦闘機以上に複雑な機動をおこなうMSのパイロットの保護と、それに伴う性能の向上が見られた。その後のMSのほとんどに採用されており、ムーバブルフレームと併せて第2世代MSの必須条件の1つであるとされる。
地球連邦軍の試作機で初の採用はガンダムNT-1、量産機ではハイザックであるとされる。ただし、ガンダムNT-1の全天周囲モニターは水平・垂直360度を網羅していない不完全なものであったため、完全な状態での採用はガンダム試作3号機である。
なお、ガンダムNT-1が登場するOVA『機動戦士ガンダム0080 ポケットの中の戦争』発売（1989年）以前に発行されたムック『B-CLUB SPECIAL15 機動戦士ガンダム MS大全集』（1988年）では、一年戦争時のジオン公国軍においてリニアシートと不完全ながらもコクピット内壁をモニターとする技術が開発され、その技術をハイザックに投入して改良を加えたものが全天周囲モニターに発展したとされており、現在の設定と異なるが同資料の改訂版である『機動戦士ガンダム MS大全集2006』に至るまで、同じ記述が受け継がれていた。
スマートフォンゲームアプリ『機動戦士ガンダム U.C. ENGAGE』のイベント「アムロシャアモード」では、アムロ・レイ大尉が宇宙世紀0081年の日本にて、当時の最新技術であるムーバブル・フレームと全天周囲モニター・リニアシートを備えたMS（外観はジム・コマンド）のテスト・パイロットを務めているが、全天周囲モニターについては「高所恐怖症は乗れない」と皮肉を述べている。

### 全天周囲モニター
全天周モニター、あるいは全天周型モニターと呼称する資料もみられる。
従来ではカメラアイやセンサーなどからの映像を、前面と側面に据え付けられたモニターに投影していたが、それをさらに範囲を広げ、操縦席内壁の水平・垂直360度に張り巡らされたモニターに投影している。操縦席外殻の形状は球形になり、その中央にリニアシートによる座席が浮かぶ形になる。カメラと球形のモニターの視差などはCG合成され、あたかもパイロットが「空間に椅子を置いて座っている」かのような映像を作り出している。視界を得るため、通常は自身の機体は映し出されないが、損傷の確認やマニピュレータでの作業など、機体を見る必要がある場合は任意にウインドウを表示して見ることができる。従来のモニターでは視点がMSの頭部だったが、全天周囲モニターはコクピットと同じ高さにある。このため、コクピットが頭部にある一部の機種を除き、パイロットは腹から外界を見ている状態になり、ハッチを開けていても閉じていても景色自体は同じである。だが、作中によってはモニターの視点が頭部付近の視点の時もあり、切り替えられる可能性もある。『機動戦士ガンダムΖΖ』におけるΖガンダムの場合、一時的に頭部をMS-06FザクIIのもので代用した際には、視点が頭部カメラからのものになっていた。
モニターをCG合成で構成するメリットとして、上記に加えてカメラの無い箇所も補い、機体などのデータによってより明確に映し出せることである。逆に、デメリットとしてはダミーバルーンやガンダムF91のMEPE（装甲の金属剥離効果）に対してセンサー情報が誤処理され、あたかも本物のように映し出されてしまう。『機動戦士Ζガンダム』では下側のモニターが作動せず死角が生じた機体（ギャプラン）が登場し、下からの攻撃で形勢を逆転されて一度撤退した後、調整されて死角がなくなるという演出があった。
ΖΖガンダムの場合、コア・ブロック・システム採用機体でも全天周囲モニターを装備しているが、スペースの制約上コア・ファイターのキャノピーを含むシートの前後上下左右が非球形360度モニターになっている。『機動戦士Vガンダム』のVガンダム、V2ガンダムやトムリアットなどの場合、擬似的な周囲モニター的機能を持ち、情報投影範囲がキャノピー周囲などに限定されている。コア・ブロック・システム搭載機ではないが同様にスペースの制約があるΖガンダムでも、非球形として設定されている。
劇場版『Ζガンダム』では、新作画の追加やデジタル編集で旧作画にエフェクト処理などを施した結果、球形モニターに映像が映し出される様子などがテレビ版よりもリアルになった。TV版『Ζガンダム』ではリック・ディアスの全天周囲モニターを「360度スクリーン」と呼称するシーンがある。
小説『機動戦士ガンダム ハイ・ストリーマー』では、全天モニターは慣れるまでは3D酔いを誘発しやすいため、実写映像ではなく簡略化されたCGに変換した映像を選べることが描かれている。

### リニアシート
全天周囲モニターを採用するためには、通常のシート形状では実現が困難であった。それゆえに誕生したのがリニアシートである。操縦席後部から座席を支えるアームが伸び、その先に座席（パイロットシート）が設置されている。アームの基部はコクピットブロックのリニアレール上に電磁気力で浮遊しており、内蔵されたアクチュエーターをコンピューターによってリアルタイムで制御することで、パイロットへの衝撃や加速による身体的な負荷を激減させる。これにより、人が搭乗する兵器史上におけるMSの「最悪の乗り心地」は、劇的に改善されたという。また、対応した規格のノーマルスーツのバックパックをリニアシートの背もたれの凹みにはめ込むことにより、パイロットの身体がスーツごと固定される構造から、第2世代以前のMSを含む従来の搭乗型兵器のコクピットにみられたシートベルトは基本的には不要となっている。ただし、少なくともグリプス戦役時の普及型リニアシート（型式番号：JTS-17F）においては、シートベルト自体は補助的に装備されていて、ノーマルスーツ非着用時での使用が確認されている。なお、リニアシートそのものには脱出装置としての機能も備わっている（後述）。
『機動戦士Vガンダム』で描かれた宇宙世紀0150年代では、「エアベルト」と呼ばれる衝撃感知時にエアバッグとして機能するシートベルトが勢力を問わず搭載された。その構造上、リニアシートはイジェクションポッドを兼ねるコア・ブロック・システム搭載機（クロスボーン・ガンダム、ヴィクトリーガンダム、V2ガンダムなど）では採用されていないケースが多い。
それ以降、宇宙世紀200年代を描いた小説『ガイア・ギア』に至るまで採用され続けている。

### イジェクションポッド
全天周囲モニターを採用したために球形となったコックピットブロックは、機体が撃破された場合の脱出ポッドとしての役目も果たすようになり、脱出時は機体から飛び出す仕組みになっている。従来はRX-78-2 ガンダムやジオングのような一部の機体を除き、脱出装置がないか座席のみで飛び出す仕組み（射出座席）になっていたが、この方式を採用したことで味方にポッドとして回収してもらうことが可能となり、生存率の向上にも繋がっている。反面、武装が無いうえに簡易的な推進装置しか装備していないので敵に撃墜されるか回収されて捕虜になる、宇宙空間であればポッドが回収されないと慣性の法則によってそのまま飛び去り、ポッド内のパイロットが酸欠や飢餓などで死亡することもあり得る。
イジェクションポッド自体を1つのユニットとして見る面もあり、旧式の機体でもコクピットを新型のユニットに換装することで機体の操作性を向上させる描写もされている。
また、Ζガンダムなどの第三世代に分類される可変MS、可変MA（モビルアーマー）は変形する関係上、コックピットブロックが狭く設計されていることもあり、必ずしもこのシステムが採用されているわけではない。先述の通り、ΖΖガンダムはコア・ブロック・システムを採用し、サイコガンダムMk-IIやクィン・マンサはジオング同様、それ自体が切り離し可能で飛行能力を持った頭部がコクピットとなっている。
なお、後年のすべてのリニアシートに当てはまる仕様かは定かではないが、イジェクションポッドが作動不良の場合、シート自身をアームから切り離すことでシートごとポッド外に脱出することも可能であり、のみならず装備されたアポジモーターによってそのまま宇宙用高機動ユニット (MMU) としても使用できる。
一方、大気のある重力下での脱出方法でイジェクションポッドを作動させた場合、ポッド上部に装備されたパラシュートを展開して軟着陸させるほか、射出座席としてシート部を機外に排出した後、シートの下のスラスターを利用することにより、パラシュートなしで安全圏まで離脱することも可能である。

## 他の作品での描写
全天周囲モニターではないものの、同じ映像技術で制作されている『重戦機エルガイム』の前番組『聖戦士ダンバイン』が挙げられる。『ダンバイン』に登場する戦闘用のロボットであるオーラバトラー（以下、AB）は、HMやMSと較べると小型で、ABの胴体の容積ほぼ全体が操縦者のコクピットに割り当てられている。コクピット前面はキャノピーとなっており、外界の景色がそのまま透過する。コクピットの左右には、ABの外部カメラを通した映像を表示する大型の側方警戒モニターが配置されている。前面キャノピーと側方警戒モニターの部分は作画的にヌキの状態で着色がされておらず、双方に一繋がりの1枚の背景が連動して動く。前面キャノピーと側方警戒モニターで不連続ながら、作画技術的にはHMやMSの全天周囲モニターと同一である。
設定上は、パイロットの頭の動作に応じてその視界領域のみ表示が行われることになっているが、アニメ画面では視聴者の判りやすさと作画の手間を省くことを優先して常に全天表示されているように描写されている。そのため、まるでパイロットを乗せたシートのみが飛行しているように見える。
このMSの全天周モニターという概念について、雑誌『モデルグラフィックス』は複数号にわたって検証をおこなった。「360度全方向が見えるということは、自分の乗っている機体の手足も見えないということになるが、それは危険だし不便ではないのか」「自分の機体の手が自分の機体を触ったらどうなるのか」「頭部のカメラが存在する意味がないのではないか」といった指摘がなされた結果、「全天周モニターというものはナンセンスである」と結論づけられた。なお、アニメ版『機動戦士ガンダムUC』では自分の機体を任意で写したり消したりする描写があり、主に索敵や射撃時は消して格闘などの接近戦は映すように描写されている。以後、宇宙世紀以外でのガンダムシリーズ作品では全天周モニターはあまり使われていない。
『エルガイム』からわずかに遅れて放映開始されていた『機甲界ガリアン』でも、主役メカのガリアンに全天周囲モニターが採用されている。こちらは背景の画像にハニカム模様が合成されており、よりモニターらしい演出が行われている。また、パイロット以外の人間がコックピットに乗り込んだ時、全天周囲モニターによって下に落ちるような錯覚を覚えて震え上がる演出も行われた。
『機動武闘伝Gガンダム』では、ガンダムNT-1と同様にモビルトレースシステムの構造の制約上により、不完全な全天周囲モニターになっている。それとは別に立体映像を映し出す機構も備えている。
『新機動戦記ガンダムW』では、ウイングガンダムゼロのみ全天周囲モニターが導入されたが、通常はブラックアウトした状態でターゲットマーカーだけを表示させており、周囲の映像を映し出すシーンはわずかである。
『機動戦士ガンダム00』にも全天周囲モニターが導入されたMSがあるが、リニアシートは設置されていないうえ、球体のようなコクピットではなく、箱のようなコクピットにモニターをそのままつけたようなものである。さらに、その周囲モニターではパイロットに相当な負担が掛かるようなので、訓練された強化人間など以外は完全には扱えないらしく、あまり普及してはいない。
『機動戦士ガンダムAGE』でも、ヴェイガン側のMSにおいては全天周囲モニターのようなコクピットになっているのが確認できる。
『機動戦士ガンダムSEED FREEDOM』では、ライジングフリーダムガンダムやインフィニットジャスティスガンダム弐式などに全天周モニターが採用されている。

## 現実

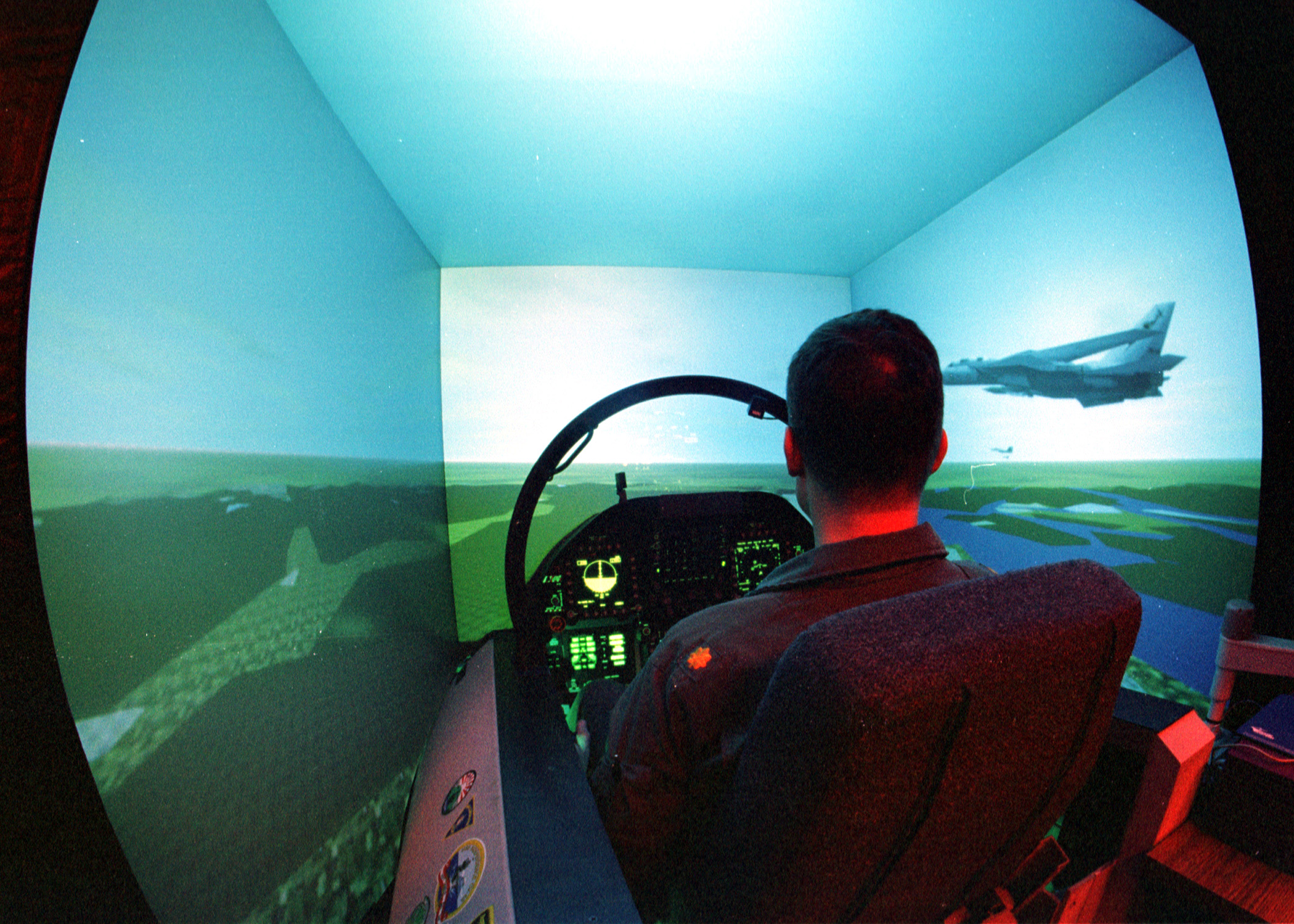
F/A-18のフライトシミュレータ。複数の画面を組み合わせ実機に近い視界を再現している。

前述のように『モデルグラフィックス』では全天周囲モニターはナンセンスであると結論づけられたが、周囲を常に把握する必要がある戦闘機において全周視界は格闘戦や監視任務で有効とされ、拡張現実ヘッドマウントディスプレイ（AR HMD）による全周視界と関連アビオニクスの研究が行われていた。その成果、F-35にはノースロップ・グラマンが開発した電子式光学画像配信システム『EO-DAS』が採用された。このシステムは機体各所の赤外線センサーの情報を処理してAR HMDに投影することにより、機体全周の赤外線画像の取得が可能となっている。映像をヘルメットのバイザーに投影するため、全天周囲モニターと異なり自分の体や座席による死角も存在しない。
航空機用のフライトシミュレータでは、操縦席から見える範囲に画面を配置することで実機と同等の視界を再現するタイプや、ドーム型スクリーンの内部に操縦席を配置するタイプが登場している。F-35では復座の練習型が無いため、ドーム型スクリーンを備えたフライトシミュレータで訓練をおこなう。
自動車には車両に搭載したカメラの映像を処理し、全周画像として画面に表示するアラウンドビューモニターが実用化されている。
アーケードゲーム『機動戦士ガンダム 戦場の絆』では、『パノラミック・オプティカル・ディスプレイ(p.o.d.)』とよばれる半球スクリーンを持った操縦席型の筐体が採用された。